# Tillandsia cernua
Tillandsia cernua är en gräsväxtart som beskrevs av Lyman Bradford Smith. Tillandsia cernua ingår i släktet Tillandsia och familjen Bromeliaceae. Inga underarter finns listade i Catalogue of Life.